# Checa (kommunhuvudort)
Checa är en kommunhuvudort i Spanien.   Den ligger i provinsen Provincia de Guadalajara och regionen Kastilien-La Mancha, i den centrala delen av landet, 160 km öster om huvudstaden Madrid. Checa ligger 1 378 meter över havet och antalet invånare är 349.
Terrängen runt Checa är huvudsakligen kuperad, men norrut är den platt. Checa ligger nere i en dal. Runt Checa är det mycket glesbefolkat, med 3 invånare per kvadratkilometer. Närmaste större samhälle är Orihuela del Tremedal, 12,5 km öster om Checa. 